# Podłuże (przystanek kolejowy)
Podłuże (ukr. Підлужжя, ros. Подлужье) – przystanek kolejowy w pobliżu miejscowości Kamienica, w rejonie dubieńskim, w obwodzie rówieńskim, na Ukrainie. Nazwa pochodzi od pobliskiej wsi Podłuże.